# جامعة الزقازيق

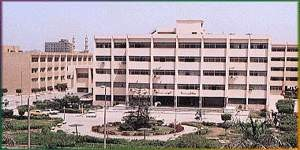
كلية الهندسة بجامعة الزقازيق

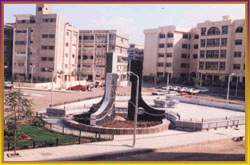
كلية طب الزقازيق

جامعة الزقازيق أحد المؤسسات التعليمية في مصر. تضم كليات ومعاهد علمية تنتمي إلى معظم فروع المعرفة الإنسانية، بلغ عددها 16 كلية ومعهدين (الحضارات - الدراسات الاسيوية)والثالث تحت الإنشاء معهد الاورام وأكثر من 600 قسم علمي، وتضم 5000 عضو هيئة تدريس من حملة الدكتوراه وحوالي 2500 مدرس مساعد ومعيد وذلك بمركزها الرئيسي في مدينة الزقازيق عاصمة محافظة الشرقية.وقد اختارت شعاراً لها صورة أحمد عرابي.

## تاريخ إنشائها
وقد كانت نشأتها كفرع لجامعة عين شمس في العام الجامعي 69/1970 م. ثم صدر القرار بتاريخ 14/4/1974 م بإنشائها كجامعة مستقلة تضم الكليات الست التي كانت تتكون منها الجامعة أثناء انتسابها لجامعة جامعة عين شمس كفرع لها وهي كالاتي:
- كليه التجارة
- كليه الزراعة جامعة الزقازيق
- كليه الطب البيطري
- كليه طب الزقازيق
- كلية التربية
- كلية العلوم

اما الآن فهي تضم عدد أكبر من الكليات، فبالإضافة للكليات السابقة فهي تضم أيضا:
- كلية الآداب
- كلية التمريض
- كلية التربية النوعية
- كلية التربية الرياضية بنين
- كلية التربية الرياضية بنات
- كلية الصيدلة
- كلية الحاسبات والمعلومات
- كلية الهندسة
- كلية الحقوق
- كلية التكنولوجيا والتنمية جامعة الزقازيق
- معهد حضارات الشرق الأدني
- معهد الدراسات الأسيوية
- معهد أورام جامعة الزقازيق
- المعهد الفني للتمريض غير تابع للجامعة ولكن تحت إشرافها
- كلية طب الأسنان
- كلية علوم ذوي الإعاقة والتأهيل
- كلية الآثار
- كلية التربية للطفولة المبكرة
- كلية الطب بفاقوس
- المعهد الفني للتمريض بفاقوس
- كلية علوم الثروة السمكية

## جامعة الزقازيق في أرقام
- طلاب المرحلة الجامعية: 96119
- طلاب الدراسات العليا: 29560
- أعضاء هيئة التدريس: 7382
- أستاذ غير متفرغ: 15
- أستاذ متفرغ: 1109
- أستاذ: 1050
- أستاذ مساعد: 849
- مدرس: 1957
- الهيئة المعاونة: 2304
- العاملين بالجهاز الإداري: 7316

## تصنيف الجامعة على مستوى مصر وافريقيا والعالم
وهو مقياس لترتيب الجامعة بين الجامعات الآخرى ومقياس تصنيفها عالمياً وإفريقياً وعربياً ومحلياً ويتم تصنيف الجامعة تبعاً لعدة مواقع وتصنيفات من ضمنها webometrics , Alexa ….. عوامل تقييم تصنيف الجامعات طبقا لتصنيف «ويبومتريكس الدولي» "webomitrics "للجامعات (المشهور عالمياً بالتصنيف الأسباني):
معامل الرؤية Visibility : 50%
مؤشر معامل التأثير Impact
وتبلغ قيمته 50% من المؤشر الإجمالي، ويتم قياسه بعدد الإشارات المرجعية لموقع الجامعة " Backlinks "
معامل النشاط والفعالية Activity : 50%
مؤشر التواجد على شبكة الإنترنت Presence 20%
ويمثل 20% من التقييم الكلي وهو حجم المحتوى على شبكة الآنترنت
مؤشر المصادر المفتوحة Openness 15%
يمثل 15% ويقيس مدى اهتمام الجامعة بوجود قواعد بيانات للنشر العلمي يقع ضمن نطاقها على شبكة الإنترنت، يتم قياسه بواسطة Google scholar للأبحاث المنشورة في نطاق الجامعة.
مؤشر التميز (النشر العلمي) Excellence 15%
ويتم تحديده بعدد المنشورات العلمية في المجلات العالمية ذات التأثير العالي، وهو يمثل 15% من إجمالي المؤشر العام
| التصنيف | عام 2010 | عام 2011 | عام 2012 | عام 2013 | عام 2014 | عام 2015 | عام 2016 |
| ------- | -------- | -------- | -------- | -------- | -------- | -------- | -------- |
| عالميا  | 3139     | 1682     | 2250     | 2947     | 2215     | 1922     | 1551     |
| افريقيا | 33       | 24       | 26       | 37       | 25       | 28       | 21       |
| عربيا   | 30       | 19       | 29       | 33       | 20       | 19       | 15       |
| محليا   | 9        | 4        | 4        | 8        | 7        | 7        | 7        |

## قيادات الجامعة
رئيس الجامعة الحالي أ.د. خالد على الدرندلى محمد سعيد الدرندلى
رؤساء سابقين للجامعه
- ا.د/ محمد طلبه عويضه (يناير 1974 الي نوفمبر 1983)
- ا.د/ محمد عبد اللطيف إبراهيم (ديسمبر 1983 الي أغسطس 1991)
- ا.د/ محمد رمزي الشاعر (سبتمبر 1991 الي يناير 1997)
- ا.د/ أحمد فؤاد الشيخ (أغسطس 1997 الي يوليو 2000)
- ا.د/ محمد امين عامر (أغسطس 2000 الي يوليو 2002)
- ا.د/ عبد الحميد بهجت فايد (أغسطس 2002 إلى سبتمبر 2004)
- ا.د/ ماهر محمد على الدمياطي (سبتمبر 2004 إلى إبريل 2011)
- ا.د/ أحمد الرفاعي بهجت أحمد العزيزي (إبريل 2011 الي ديسمبر 2011) قائم بأعمال رئيس الجامعة ونائب رئيس الجامعة لشئون التعليم والطلاب
- ا.د/ محمد محمود عبد العال متولي (ديسمبر 2011 الي أغسطس 2013)
- ا.د/ أشرف محمد عبد الحميد الشيحي (أغسطس 2013 حتى 1 أغسطس 2015) قائم بأعمال رئيس الجامعة ونائب رئيس الجامعة للدراسات العليا والبحوث
- ا.د/ عبد الحكيم محمد إسماعيل السيد نور الدين (9 أغسطس 2015 حتى مارس 2016) قائم بأعمال رئيس الجامعة ونائب رئيس الجامعة لشئون التعليم والطلاب
- ا.د/ خالد حسن عبد الباري (10 أبريل 2016 حتى ا أغسطس 2019)
- ا.د/ مرفت السيد إبراهيم عسكر (أغسطس 2019 حتى سبتمبر 2019) قائم بأعمال رئيس الجامعة ونائب رئيس الجامعة للدراسات العليا والبحوث
- ا.د/ عثمان السيد عبد العال شعلان (سبتمبر 2019 حتى 19 اغسطس 2022).
- ا.د/ عاطف محمد حسين خليفة (20 اغسطس 2022 حتى 31 أكتوبر 2022) قائم بأعمال رئيس الجامعة ونائب رئيس الجامعة لشئون التعليم والطلاب
- ا.د/ خالد على الدرندلى محمد سعيد الدرندلى (1 نوفمبر 2022 حتى الان).

## وصلات خارجية
- الموقع الرسمي